# دور هرمنوتیک

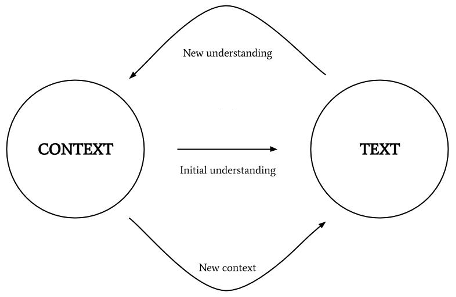
دور هرمنوتیک

دور هرمنوتیک (به انگلیسی: Hermeneutic circle) و (به آلمانی: hermeneutischer Zirkel)  فرآیند درک یک متن هرمنوتیک را توصیف می‌کند و در این دانش ناظر بر این مفهوم است که «شناخت اجزای یک مجموعه بواسطه فهم کل اثر مقدور هست و بالعکس.»
نه کل متن و نه هیچ جزء جداگانه‌ای را نمی‌توان بدون ارجاع به یکدیگر فهمید و از اینرو، یک دایره است. با این حال، ویژگی دایره‌ای تفسیر، تفسیر متن را غیرممکن نمی‌سازد بلکه تأکید می‌کند که معنای یک متن را باید در بافت فرهنگی، تاریخی و ادبی آن یافت.
از این دور به حلقه ادراک (Circle of Understanding) نیز یاد می‌شود. از نظر شلایرماخر، این حلقه، متضمن یک دور باطل نبوده بلکه شالوده درک متون به روش هرمنوتیکی است.

## تاریخچه
آگوستین قدیس نخستین فیلسوف و الهی‌دان بود که چرخه هرمنوتیک ایمان و عقلانیت را معرفی کرد. (در لاتین: credo ut intellegam و intellego ut credam). این دایره برای بهبود تفسیر کتاب مقدس طراحی شد و با اعتقاد شخصی به صداقت خدا فعال گردید. بر اساس کتاب اعترافات اگوستین قدیس، آیات مبهم کتاب مقدس باید در پرتو روح‌القدس خدا و در چارچوب روح کتاب مقدس به عنوان یک کل و یک متن منحصربفرد و غیرمتناقض با الهام الهی خوانده شود.